# Leighlinbridge

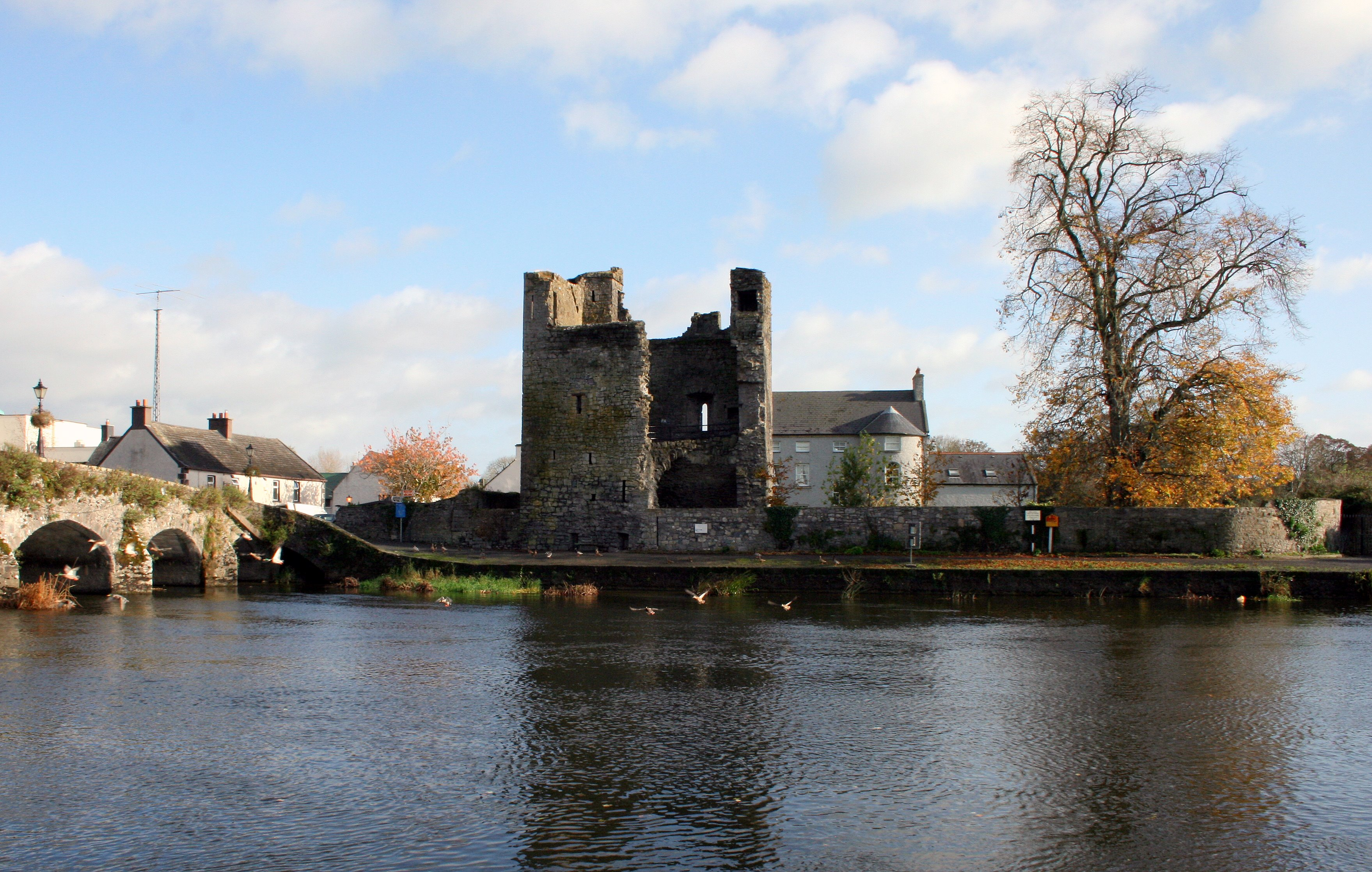
Ruinas de su castillo.

Leighlinbridge (pronunciado Locklinbridge) (irlandés: Leithghlinn un Droichid), es una pequeña ciudad situada en la ribera del río Barrow en el Condado de Carlow,  provincia de Leinster ( Laighin) de la República de Irlanda (Poblacht na hÉireann, Republic of Ireland).
Comprende los términos ( townlands) de Leighlin en la orilla este y de Ballyknockan en la opuesta.
En 2002 contaba con una población de 646 habitantes en la zona urbana y de 1.316 en la zona rural.